# Kaoru Kamiya
Pour les articles homonymes, voir Kamiya.
Kaoru Kamiya (神谷 薫) est un personnage du manga Kenshin le vagabond, créé par Nobuhiro Watsuki. 

## Profil
Dans l'histoire, Kaoru Himura devient l'héritière et l'instructrice du Kamiya Dōjō après la mort de son père, Koshijiro Kamiya, également créateur du style de kenjutsu Kamiya Kasshin-ryū. Un jour, tous ses étudiants partent quand des personnes sont tuées par un homme qui prétend être Hitokiri Battōsai du Kamiya Kasshin-ryū, portant préjudice à la réputation de son école. Kaoru est sauvée de cet usurpateur par le véritable Hitokiri Battōsai, Kenshin Himura, devenu un vagabond qui a juré d'arrêter de tuer. Au cours de l'intrigue, Kaoru s'attache à Kenshin, qui lui, est constamment hanté par ses actes passés estimant qu'il ne mérite pas le bonheur. 

## Apparitions dans les autres médias
Kaoru apparaît également dans la trilogie de films : Kenshin le vagabond, Kenshin : Kyoto Inferno et Kenshin : La Fin de la légende, elle est interprétée par l'actrice japonaise Emi Takei. Kaoru apparaît aussi dans tous les jeux-vidéo Rurouni Kenshin, mais elle apparaît globalement en tant que personnage secondaire. Kaoru est présente dans les crossover Jump Super Stars et Jump Ultimate Stars,.

## Voix
Kaoru est doublée dans la version originale de l'anime par Miki Fujitani et par Audrey d'Hulstère pour la version française,,. Pour le film animé et l'OAV  Kenshin le vagabond - Le Chapitre de l'Expiation, Kaoru est doublée en français par Marie Gamory,.